# Salvate mia figlia
Salvate mia figlia è un film del 1951 diretto da Sergio Corbucci, al suo debutto come regista.

## Trama
Andrea, giovane fattore; rimasto vedovo, non vive che per la sua figlioletta, Mariuccia, una bimba di sei anni che gli è molto affezionata. Per il bene della sua bambina ha deciso di sposare Carla, ch'è la maestra della figliola. Ora accade che, durante una caccia, in seguito ad un incidente, egli ferisce al capo Mariuccia. Per salvarla ci vuole l'intervento d'un celebre chirurgo di Roma; ma la somma richiesta per l'operazione è molto forte. Dopo essersi rivolto inutilmente per aiuto al suocero e ad un'ex amante, preso dalla disperazione, entra in una gioielleria, ruba una manciata di gioielli e fugge, Nel treno, che lo riporta al paese, incontra un sacerdote, al quale si confessa. Accogliendo le sue esortazioni, gli consegna i gioielli e riceve da lui, in elemosina; una somma, che basterà a pagare il chirurgo. Il presunto sacerdote pero è un mariuolo che, arrestato e trovato in possesso dei gioielli, deve confessare la verità al commissario di polizia. Intanto Mariuccia è stata operata felicemente. Andrea, ormai tranquillo, consegna a Carla i denari e va a costituirsi. Ma il professore rifiuta il pagamento e Carla può portare i denari al Commissario. La posizione d'Andrea ne risulta avvantaggiata: presto egli potrà unirsi a Carla per dedicarsi, insieme a lei, al bene della sua bambina.

## Produzione
Il film è ascrivibile al filone dei melodrammi sentimentali, comunemente detto strappalacrime, allora molto in voga tra il pubblico italiano, in seguito ribattezzato dalla critica con il termine neorealismo d'appendice.